# 카샤파 6세
카샤파 6세(Kashyapa VI, 993년 ~ 1041년)는 중세 스리랑카의 왕이었다. 1029년 그의 아버지가 사망한 후 카샤파 6세는 라자라타의 남부 제후국인 루후나를 통치하며 촐라 침략자들에 대한 저항 운동을 이끌었다. 그는 촐라족을 몰아내기 위해 수년 동안 군대를 양성했지만 군사 작전을 시작하기 전에 사망했다.

## 같이 보기
- 스리랑카의 역사